# Ваненка
Ва́ненка (рос. Ваненка) — невелика річка на північному сході Удмуртії, права притока річки Нілкам. Протікає територією Кезького району Удмуртії.
Річка бере початок на схилах Верхньокамської височини на крайньому півночі Кезького району, біля кордону з Пермським краєм. Протікає спочатку на південний схід, потім русло повертає на південний захід і тече так до самого гирла. Впадає до Нілкама на території присілку Абросята. Береги заліснені, місцями заболочені. Приймає декілька дрібних приток-струмків.
Над річкою розташовано лише присілок Абросята.
| Річка | Це незавершена стаття про річку. Ви можете допомогти проєкту, виправивши або дописавши її. |

| Прапор Удмуртії | Це незавершена стаття про Удмуртію. Ви можете допомогти проєкту, виправивши або дописавши її. |